# Tętniak Rasmussena
Tętniak Rasmussena (ang. Rasmussen's aneurysm) – tętniak tętnicy płucnej, znajdujący się w jamie gruźliczej lub w jej bezpośrednim sąsiedztwie. Jest rzadkim i groźnym powikłaniem gruźlicy płucnej, mogącym prowadzić do śmierci. Nazwa upamiętnia duńskiego lekarza Fritza Valdemara Rassmusena, który opisał tę patologię w szeregu prac.